# Ophiocten megaloplax
Ophiocten megaloplax är en ormstjärneart som beskrevs av Jean Baptiste François René Koehler 1900. Ophiocten megaloplax ingår i släktet Ophiocten och familjen fransormstjärnor. Inga underarter finns listade i Catalogue of Life.